# Sergio Ramazzotti
Sergio Ramazzotti (Milano, 25 settembre 1965) è un fotografo, giornalista e scrittore italiano.

## Riconoscimenti
- Vincitore International Photo Awards (Los Angeles) 2005 [1]
- Vincitore Premio Giornalistico Enzo Baldoni 2005 per la sezione Internet per il servizio fotogiornalistico "The Interpreter" sul dopoguerra in Iraq
- Vincitore Premio Giornalistico Enzo Baldoni 2010 per il libro fotografico "Afghanistan 2.0" (Leonardo International)
- Vincitore Premio Letterario Presìdi del Libro-Alessandro Leogrande 2020 per il libro "Su questa pietra" (Mondadori)
- Vincitore Premio "Fotogiornalista dell'anno" al LEICA Fotografie International/BarTur Photo Award 2022

## Libri
- "Vado verso il Capo", 13.000 km attraverso l'Africa (Feltrinelli, 1996 e Universale Economica Feltrinelli, 1999)
- "Carne verde", la straordinaria storia del peyote, dio del Texas (Feltrinelli, 1999)
- "La birra di Shaoshan", viaggio in Cina (Feltrinelli, 2002)
- "Afrozapping/Breve guida all'africa per uomini bianchi", (Giangiacomo Feltrinelli Editore, 2006)
- "Liberi di morire" (Piemme, 2003) instant book sulla seconda Guerra del Golfo in Iraq
- "Tre ore all'alba" (De Agostini, 2005) Il seguito di "Liberi di morire"
- "Inde" (Éditions du Chêne, Thames & Hudson, 2008)
- "Chine" (Éditions du Chêne, Thames & Hudson, 2008)
- "Afghanistan 2.0" (Leonardo International, 2010)
- "I Love Mary" (More Mondadori, 2012)
- "Ground Zero Ebola" (Piemme, 2015), instant book sull'epidemia di Ebola in Africa occidentale
- "Su questa pietra" (Mondadori, 2019), romanzo verità su vita, morte e viaggi in Svizzera
- "Perdona loro" (Piemme, 2022), thriller

## Televisione e cinema
- "Lauren Verslaat" (documentari sul fotogiornalismo, Veronica TV, Olanda, 2008-2011)
- "Buongiorno Afghanistan" (documentario in 8 puntate da 30', Sky Italia, 2010)
- "SOS Lampedusa" (documentario, 50', Sky Italia, 2011)
- "Fotografi" (documentario, 45', Sky Arte HD, 2012)
- "Baraccopolis" (documentario, 50', Sky Atlantic HD, 2017)
- "In prima linea" (documentario, 50', 2020)
- "Covid Hotel" (documentario, 20', 2020)
- "The Mindfulness of Survivors" (documentario, 20', 2020)
- "Sakura サクラ – Land of Symphony" (cortometraggio, 15', 2025)

## Podcast
- "Ti scorderai di me" (Audio Tales, 2022), podcast in 9 puntate sulla tematica del fine vita